# Scotty Beckett
Scott Hastings Beckett, meglio conosciuto come Scotty Beckett (Oakland, 4 ottobre 1929 – Los Angeles, 10 maggio 1968), è stato un attore statunitense, noto soprattutto per i suoi ruoli di attore bambino e adolescente negli anni Trenta e Quaranta.

## Biografia
Nato a Oakland, California, Beckett esordì a tre anni con una piccola parte nel film Rinunzie (1933), selezionato dopo un casting grazie anche alle sue doti di cantante in erba. Nei due anni successivi (1934-1935) fece parte del cast del popolare serial cinematografico Simpatiche canaglie, recitando una quindicina di cortometraggi in cui formò un'affiatata coppia con George "Spanky" McFarland. Hollywood lo chiamò quindi per utilizzarlo in ruoli di supporto in numerose e importanti produzioni cinematografiche, al fianco di interpreti famosi come Spencer Tracy, Fredric March, Errol Flynn, Greta Garbo, Norma Shearer, Cary Grant e Claude Rains.
Pur distinguendosi sempre per la sua professionalità, non ebbe mai veramente l'occasione di emergere in modo netto né gli venne offerta alcuna parte significativa da protagonista. Lo si ricorda come il piccolo Delfino di Francia in Maria Antonietta (1938); il fratellino di Judy Garland e Freddie Bartholomew in Listen, Darling (1938); e il figlio di Cary Grant e Irene Dunne in Le mie due mogli (1940). Nel 1939 tornò anche a recitare nelle Simpatiche canaglie, questa volta nel ruolo del cugino di Carl "Alfalfa" Switzer. Contribuì alla propaganda bellica con The Boy from Stalingrad (1943) e lasciò una buona impressione al suo debutto a Broadway, sia pure in una commedia di scarso successo (Slightly Married, 1943) e fu un vivace Alì Babà bambino in Alì Babà e i quaranta ladroni (1944). 
Proseguì di slancio la carriera da adolescente e ottenne il suo ruolo migliore al cinema interpretando il giovane Al Jolson in The Jolson Story (1946). Ebbe successo anche alla radio nella popolare serie The Life of Riley. Da allora però la sua carriera cominciò a declinare. Come per molti ex attori bambini il passaggio all'età adulta si presentò difficile sia sul piano personale che professionale. Ostacolato da una crescente dipendenza dall'alcol e dalla droga, da matrimoni sbagliati e da ricorrenti problemi con la giustizia, l'attore non riuscì mai a fare il salto di qualità, anche se ancora negli anni cinquanta ebbe delle interessanti opportunità, in particolare in programmi televisivi, con un ruolo di rilievo nella serie di fantascienza Rocky Jones, Space Ranger (1954). Dal 1957 in poi, con un ennesimo arresto, il secondo divorzio e un apparente tentativo di suicidio, Beckett si trovò del tutto escluso dal mondo dello spettacolo. Lavorò come agente immobiliare e venditore di auto, ma senza mai riuscire a trovare stabilità e senso nella propria vita.
L'8 maggio 1968, Beckett venne ricoverato in una casa di cura di Hollywood in conseguenza delle lesioni riportate a seguito di un pestaggio. Due giorni più tardi venne trovato morto nella sua stanza, stroncato dai farmaci che aveva in precedenza assunto. Aveva soli 38 anni.
È sepolto nel cimitero della San Fernando Mission a Mission Hills, Los Angeles, CA, dove la lapide lo definisce "actor & father".

## Vita privata
Beckett fu sposato tre volte ed ebbe un figlio. Il primo matrimonio nel 1949 fu con la tennista Beverly Baker e si concluse l'anno successivo con il divorzio. La seconda moglie nel 1951 fu l'attrice e modella Sunny Vickers; la coppia ebbe un figlio, prima che anche questo matrimonio si concludesse con il divorzio nel 1957. Nel 1961, Beckett sposò Margaret C. Sabo, alla quale rimase legato fino alla morte.

## Filmografia

### Cinema
- Rinunzie (Gallant Lady), regia di Gregory La Cava (1933) - non accreditato
- Susanna (I Am Suzanne!), regia di Rowland V. Lee (1933) - non accreditato
- Simpatiche canaglie (Our Gang) - serial cinematografico (1934-36; 1939)
- Il paradiso delle stelle (George White's Scandals), regia di Thornton Freeland, Harry Lachman e George White (1934) - non accreditato
- Il trionfo della vita (Stand Up and Cheer!), regia di Hamilton MacFadden (1934) - non accreditato
- Vigliaccheria (Whom the Gods Destroy), regia di Walter Lang (1934)
- Romance in the Rain, regia di Stuart Walker (1934)
- Nel paese delle meraviglie (Babes in Toyland), regia di Gus Meins e Charley Rogers (1934) - non accreditato
- La nave di Satana (Dante's Inferno), regia di Harry Lachman (1935)
- Pursuit, regia di Edwin L. Marin (1935)
- Notte di carnevale (I Dream Too Much), regia di John Cromwell (1935)
- The Case Against Mrs. Ames, regia di William A. Seiter (1936)
- Avorio nero (Anthony Adverse), regia di Mervyn LeRoy (1936)
- Il tesoro del fiume (Old Hutch), regia di J. Walter Ruben (1936) - non accreditato
- La carica dei seicento (The Charge of the Light Brigade), regia di Michael Curtiz (1936)
- Amanti di domani (When You're in Love), regia di Robert Riskin (1937) - non accreditato
- A Doctor's Diary, regia di Charles Vidor (1937) - non accreditato
- Il mercante di schiavi (Slave Ship), regia di Tay Garnett (1937) - non accreditato
- La città dalle mille luci (It Happened in Hollywood), regia di Harry Lachman (1937)
- La vita comincia con l'amore (Life Begins with Love), regia di Ray McCarey (1937)
- Maria Walewska (Conquest), regia di Clarence Brown (1937) - non accreditato
- Un mondo che sorge (Wells Fargo), regia di Frank Lloyd (1937) - non accreditato
- Il grande segreto (The Bad Man of Brimstone) (1937), regia di J. Walter Ruben - non accreditato
- No Time to Marry, regia di Harry Lachman (1938)
- Il convegno dei cinque (The Devil's Party), regia di Ray McCarey (1938) - non accreditato
- Maria Antonietta (Marie Antoinette), regia di W.S. Van Dyke II (1938)
- Listen, Darling, regia di Edwin L. Marin (1938)
- Un grande amore (Love Affair), regia di Leo McCarey (1939) - non accreditato
- The Flying Irishman, regia di Leigh Jason (1939) - non accreditato
- Vicolo cieco (Blind Alley), regia di Charles Vidor (1939)
- Mickey the Kid, regia di Arthur Lubin (1939)
- The Escape, regia di Ricardo Cortez (1939)
- Our Neighbors – The Carters, regia di Ralph Murphy (1939)
- Days of Jesse James, regia di Joseph Kane (1939)
- Alla ricerca della felicità (The Blue Bird), regia di Walter Lang (1940)
- Figlio, figlio mio! (My Son! My Son!), regia di Charles Vidor (1940) - non accreditato
- Le mie due mogli (My Favorite Wife), regia di Garson Kanin (1940)
- Gold Rush Maisie, regia di Edwin L. Marin (1940)
- Street of Memories, regia di Shepard Traube (1940)
- Father's Son, regia di D. Ross Lederman (1941) - non accreditato
- Aloma dei mari del sud (Aloma of the South Seas), regia di Alfred Santell (1941)
- The Vanishing Virginian, regia di Frank Borzage (1942)
- Delitti senza castigo (Kings Row), regia di Sam Wood (1942)
- It Happened in Flatbush, regia di Ray McCarey (1942)
- Frutto acerbo (Between Us Girls), regia di Henry Koster (1942)
- The Youngest Profession, regia di Edward Buzzell (1943)
- The Boy from Stalingrad, regia di Sidney Salkow e Tay Garnett (1943)
- Good Luck, Mr. Yates, regia di Ray Enright (1943)
- Il cielo può attendere (Heaven Can Wait), regia di Ernst Lubitsch (1943) - non accreditato
- Alì Babà e i quaranta ladroni (Ali Baba and the Forty Thieves), regia di Arthur Lubin (1944)
- La voce magica (The Climax), regia di George Waggner (1944)
- Circumstantial Evidence, regia di John Larkin (1945)
- Donnine d'America (Junior Miss), regia di George Seaton (1945)
- Quella di cui si mormora (My Reputation), regia di Curtis Bernhardt (1946)
- Her Adventurous Night, regia di John Rawlins (1946)
- Frac e cravatta bianca (White Tie and Tails), regia di Charles Barton (1946)
- Al Jolson (The Jolson Story), regia di Alfred E. Green (1946)
- Cinzia (Cynthia), regia di Robert Z. Leonard (1947)
- Dangerous Years, regia di Arthur Pierson (1947)
- Così sono le donne (A Date with Judy), regia di Richard Thorpe (1948)
- Michael O'Halloran, regia di John Rawlins (1948)
- Bastogne (Battleground), regia di William A. Wellman (1949)
- Nancy va a Rio (Nancy Goes to Rio), regia di Robert Z. Leonard (1950)
- Amo Luisa disperatamente (Louisa), regia di Alexander Hall (1950)
- The Happy Years, regia di William A. Wellman (1950)
- Gasoline Alley, regia di Edward Bernds (1951)
- Corky of Gasoline Alley, regia di Edward Bernds (1951)
- Hot News, regia di Edward Bernds (1953)
- Prigionieri del cielo (The High and the Mighty), regia di William A. Wellman (1954) - non accreditato
- Ricatto a tre giurati (Three for Jamie Dawn), regia di Thomas Carr (1956)
- Il pollo pubblico n. 1 (Public Pigeon No. One), regia di Norman Z. McLeod (1957) - non accreditato
- Petrolio rosso (The Oklahoman), regia di Francis D. Lyon (1957) - non accreditato
- Monkey on My Back, regia di André De Toth (1957) - non accreditato

### Televisione
- The Case of the Star Tattoo (1952) - episodio della serie TV Mark Saber
- Before Breakfast (1953) - episodio della serie TV Armstrong Circle Theatre
- Rocky Jones, Space Ranger (1954) - 34 episodi
- Telephone Time – serie TV, episodio 1x04 (1956)
- The Salvatore Buonarotti Story (1956) - episodio della serie TV The Millionaire
- Navy Log – serie TV, episodio 2x16 (1957)
- The Night I Died (1957) - episodio della serie TV The George Sanders Mystery Theatre

## Teatro
- Slightly Married (Cort Theatre, Broadway, 25-30 ottobre 1943)

## Riconoscimenti
- Young Hollywood Hall of Fame (1930's)